# Rubble és a brigád
A Rubble és a brigád (eredeti cím: Rubble & Crew) 2023-tól vetített kanadai 3D-s számítógépes animációs kalandsorozat, amelyet Bradley Zweig alkotott. A Mancs őrjárat spin-offja.
Amerikában a Nickelodeon 2023. február 3-án, Kanadában 2023. február 4-én a Treehouse TV, Magyarországon a Nick Jr. mutatja be 2023. szeptember 4-én.
2023. július 27 -én berendelték a második évadot.

## Ismertető
Szerel-szoros a Kaland öböl szomszédos városa. Miközben Kaland öbölben részt vesz a családi összejövetelen, Rubble-t Szerel-szorosba hívják, hogy segítsen az építkezéseken. Miután megépített egy hidat Szerel szorosba, Rubble azt javasolja, hogy a családja költözzön Szerel szorosba, ahol megalapítják a Rubble és a brigád nevű építőipari céget. A Rubble és a brigád segít bővíteni Szerel szorost azáltal, hogy épületeket javít és újakat készít különböző tulajdonosok számára.

## Szereplők

### Főszereplők
| Szereplő | Eredeti hang        | Magyar hang      | Leírás |
| -------- | ------------------- | ---------------- | --- |
| Rubble   | Luxton Handspiker   | Baráth István    | 5 éves angol buldog és a Mancs őrjárat tagja, aki a Rubble és a brigád alapítója és vezetője lesz.                                                                |
| Mix      | Shazdeh Kapadia     | Dér Mária        | Angol buldog és Rubble egyik unokatestvére. Az építkezéssel kapcsolatos dolgok, mint a beton, a festék, a cement és a ragasztó keverésével foglalkozik.           |
| Charger  | Alessandro Pugiotto | Hám Bertalan     | Francia buldog és Rubble egyik unokatestvére. Ő végzi az ásást az építkezéseken.                                                                                  |
| Wheeler  | Liam McKenna        | Ágoston Péter    | Svájci kopó és Rubble egyik unokatestvére. Ő egy tisztaságmániás, és minden olyan dologgal foglalkozik, amihez csavarok és anyák kellenek.                        |
| Motor    | Alberta Bolan       | Andrádi Zsanett  | Mallorcai masztiff, Rubble legfiatalabb unokatestvére. Ő működteti és kezeli az építési projektekhez szükséges zúzást, valamint az alkalmi burkolási projekteket. |
| Crane    | Sabrina Jalees      | Bozó Andrea      | Kontinentális Buldog, aki Rubble és az unokatestvérei nagynénje és Motor anyja. Ő működteti az ellátmányraktárt, és targoncával közlekedik.                       |
| Gravel   | Martin Roach        | Borbiczki Ferenc | Serrano Bulldog, aki Crane apja, valamint Rubble és unokatestvérei nagyapja. Egy ételkocsival járja a környéket, ahol a családja számára készít kutyakaját.       |

### Mellékszereplők
| Szereplő                | Eredeti hang     | Magyar hang       | Leírás |
| ----------------------- | ---------------- | ----------------- | --- |
| Greatway polgármester   | Leslie Adlam     | Sági Tímea        | Szerel szoros vakmerő személyiségű polgármestere.                                                         |
| Mr. Ducky Doo           | Nem beszél       | Nem beszél        | Greatway házi tőkés récéje, aki szintén vakmerő személyiség.                                              |
| Szélvész mester         | Cory Doran       | Karácsonyi Zoltán | Építőmunkás, aki a Rubble és a brigád riválisa lesz. Gyorsan dolgozik, katasztrofális eredményekkel.      |
| Mr. McTurtle            | Cory Doran       | Eredeti hang      | Szélvész mester házi teknőse.                                                                             |
| Omar                    | Deven Mack       |                   | Férfi, aki a Szerel szorosba költözött és postásként dolgozik.                                            |
| Juniper                 | Josette Jorge    | Kereki Anna       | Omar felesége.                                                                                            |
| Shelley                 | Jonathan Langdon | Elek Ferenc       | Egy Szerel szorosi kerékpárbolt tulajdonosa.                                                              |
| Ryder                   | Kai Harris       | Straub Norbert    | A Mancs őrjárat 10 éves vezetője, aki találkozik Rubble lal és családjával egy családi összejövetelen.    |
| Goodway polgármester    | Kim Roberts      | Kocsis Mariann    | Kaland öböl polgármestere és Greatway polgármester húga, aki felhívja Rydert, mert szüksége van a húgára. |
| Marshall                | Christian Corrao | Szalay Csongor    | Ügyetlen, de ügyes 6 éves dalmata és a Mancs őrjárat tagja, aki tűzoltókutyaként szolgál.                 |
| Horatio Turbot kapitány | Ron Pardo        | Holl Nándor       | Kapitány és tengerbiológus a Kaland öbölben, aki a Mancs őrjárat egyik legközelebbi barátja.              |

### Magyar változat
- Bemondó: Baráth István
- Magyar szöveg: Horváth Anikó
- Zenei felelős és dalszöveg író: Császár Bíró Szabolcs
- Hangmérnök: Böhm Gergely
- Vágó: Házi Sándor
- Gyártásvezető: Újréti Zsuzsa
- Szinkronrendező: Csere Ágnes
- Produkciós vezető: Koleszár Emőke

A szinkront az Iyuno Hungary készítette.

## Évados áttekintés
| Évad | Évad | Epizódok | Amerikai sugárzás | Amerikai sugárzás | Kanadai sugárzás  | Kanadai sugárzás | Magyar sugárzás      | Magyar sugárzás    |
| Évad | Évad | Epizódok | Évadpremier       | Évadfinálé        | Évadpremier       | Évadfinálé       | Évadpremier          | Évadfinálé         |
| ---- | ---- | -------- | ----------------- | ----------------- | ----------------- | ---------------- | -------------------- | ------------------ |
|      | 1    | 26       | 2023 február 3.   | 2024. március 5.  | 2023 február 4.   | 2024. március 16 | 2023. szeptember 4   | 2024. december 21. |
|      | 2    | 26       | 2024. március 6.  | 2025. március 18  | 2024. május 18.   | 2025. április 5. | 2024. szeptember 30. | N/A                |
|      | 3    | N/A      | 2025. március 19. | N/A               | 2025. április 12. | N/A              | N/A                  | N/A                |

## Epizódok

### 1. évad (2023-2024)
| #   | #   | Eredeti cím                                | Magyar cím                        | Rendező      | Író                           | Amerikai premier    | Kanadai premier      | Magyar premier       |
| --- | --- | ------------------------------------------ | --------------------------------- | ------------ | ----------------------------- | ------------------- | -------------------- | -------------------- |
| 1.  | 1.  | The Crew Builds a Bridge                   | Egy híd építése                   | Dianna Basso | Bradley Zweig                 | 2023 február 3.     | 2023 február 4.      | 2023. szeptember 4.  |
| 2.  | 2.  | The Crew Builds a Big Bike Shop            | A biciklisbolt építése            | Dianna Basso | Eva Konstantopoulos           | 2023. február 10.   | 2023. február 11.    | 2023. szeptember 5.  |
| 2.  | 2.  | The Crew Builds a Super Tub                | A szuperkád építése               | Dianna Basso | Drew Champion és Jacob Moffat | 2023. február 10.   | 2023. február 11.    | 2023. szeptember 5.  |
| 3.  | 3.  | The Crew Builds an Ice Cream Shop          | A fagyizó építése                 | Dianna Basso | Kellie R. Griffin             | 2023. február 17.   | 2023. február 18.    | 2023. szeptember 6.  |
| 3.  | 3.  | The Crew Fixes a Squeak                    | A rejtélyes hang                  | Dianna Basso | Evan Sinclair                 | 2023. február 17.   | 2023. február 18.    | 2023. szeptember 6.  |
| 4.  | 4.  | The Crew Builds a Playground               | A játszótér építése               | Dianna Basso | Hugh Duffy                    | 2023. február 24.   | 2023. február 25.    | 2023. szeptember 7.  |
| 4.  | 4.  | The Crew Fixes a Roof                      | A tető megjavítása                | Dianna Basso | Robin J. Stein                | 2023. február 24.   | 2023. február 25.    | 2023. szeptember 7.  |
| 5.  | 5.  | The Crew Builds a Car Wash                 | Az autómosó megépítése            | Dianna Basso | Dan Danko                     | 2023. március 10.   | 2023. március 18.    | 2023. szeptember 8.  |
| 5.  | 5.  | The Crew Plans Grandpa Day                 | Nagypapák napja                   | Dianna Basso | Scott Gray                    | 2023. március 10.   | 2023. március 18.    | 2023. szeptember 8.  |
| 6.  | 6.  | The Crew Builds a Skate Park               | A gördeszkapálya építése          | Dianna Basso | Christopher J. Gentile        | 2023. március 31.   | 2023. április 1.     | 2023. szeptember 11. |
| 6.  | 6.  | The Crew Builds a Tunnel                   | Az alagút építése                 | Dianna Basso | Eva Konstantopoulos           | 2023. március 31.   | 2023. április 1.     | 2023. szeptember 11. |
| 7.  | 7.  | The Crew Builds a Beaver Home              | A hódvár építése                  | Dianna Basso | Nahreen Tarzi                 | 2023. április 24.   | 2023. április 29.    | 2023. szeptember 12. |
| 7.  | 7.  | The Crew Fixes a Road                      | Az út megjavítása                 | Dianna Basso | Drew Champion és Jacob Moffat | 2023. április 24.   | 2023. április 29.    | 2023. szeptember 12. |
| 8.  | 8.  | The Crew Builds a Popcorn Café             | A popcornozó építése              | Dianna Basso | Ta'riq Fisher                 | 2023. május 12.     | 2023. május 13.      | 2023. szeptember 13. |
| 8.  | 8.  | The Crew Fixes a Slippery Mess             | A csúszós hab eltakarítása        | Dianna Basso | Scott Gray                    | 2023. május 12.     | 2023. május 13.      | 2023. szeptember 13. |
| 9.  | 9.  | The Crew Builds a Drive-In Movie Theater   | Az autósmozi építése              | Dianna Basso | Darnell Lamont Walker         | 2023. május 19.     | 2023. május 20.      | 2023. szeptember 14. |
| 9.  | 9.  | The Crew Finds a Rainbow Treasure          | A szivárványkincs                 | Dianna Basso | Evan Sinclair                 | 2023. május 19.     | 2023. május 20.      | 2023. szeptember 14. |
| 10  | 10. | The Crew Builds a Pig Barn                 | A pajta építése                   | Dianna Basso | Eva Konstantopoulos           | 2023. május 26.     | 2023. május 27.      | 2023. szeptember 15. |
| 10  | 10. | The Crew Builds a Giant Runway             | Az óriási kifutó építése          | Dianna Basso | Peter Hunziker                | 2023. május 26.     | 2023. május 27.      | 2023. szeptember 15. |
| 11. | 11. | The Crew and Marshall Build a Fire Station | A tűzoltóállomás építése          | Dianna Basso | Bradley Zweig                 | 2023. július 31.    | 2023. augusztus 5.   | 2023. november 27.   |
| 12. | 12. | The Crew Does a Home Renovation            | A brigád felújít egy otthont      | Dianna Basso | Evan Sinclair                 | 2023. augusztus 1.  | 2023. augusztus 12.  | 2023. november 28.   |
| 12. | 12. | The Crew Builds a Lighthouse               | A világítótorony építése          | Dianna Basso | Scott Gray                    | 2023. augusztus 1.  | 2023. augusztus 12.  | 2023. november 28.   |
| 13. | 13. | The Crew Builds a Dinosaur Museum          | A dínómúzeum építése              | Dianna Basso | Dan Danko                     | 2023. augusztus 2.  | 2023. augusztus 19.  | 2023. november 29.   |
| 13. | 13. | The Crew Builds a Wheelchair Ramp          | A kerekesszékes rámpa építése     | Dianna Basso | Charity L. Miller             | 2023. augusztus 3.  | 2023. augusztus 19.  | 2023. november 29.   |
| 14. | 14. | The Crew Builds a Splash Park              | A vízipark építése                | Dianna Basso | Louise Moon                   | 2023. augusztus 7.  | 2023. augusztus 26.  | 2023. november 30.   |
| 14. | 14. | The Crew Builds a Playroom                 | A játszószoba építése             | Dianna Basso | Michaela Foster               | 2023. augusztus 8.  | 2023. augusztus 26.  | 2023. november 30.   |
| 15. | 15. | The Crew Builds a School                   | Az Iskola építése                 | Dianna Basso | Robin J. Stein                | 2023. augusztus 9.  | 2023. szeptember 2.  | 2023. december 1.    |
| 15. | 15. | The Crew Builds a Waterway                 | A vízvezeték építése              | Dianna Basso | Peter Hunziker                | 2023. augusztus 10. | 2023. szeptember 2.  | 2023. december 4.    |
| 16. | 16. | The Crew Builds an Observatory             | A csillagvizsgáló építése         | Dianna Basso | Lindz Amer                    | 2023. augusztus 21. | 2023. szeptember 9.  | 2023. december 7.    |
| 16. | 16. | The Crew Builds a Zipline                  | A drótkötélpálya                  | Dianna Basso | Louise Moon                   | 2023. augusztus 22. | 2023. szeptember 9.  | 2023. december 8.    |
| 17. | 17. | The Crew Builds a Library Tea Shop         | A könyves teázó építése           | Dianna Basso | Jen Bardekoff                 | 2023. augusztus 23. | 2023. szeptember 16. | 2024. január 22.     |
| 17. | 17. | The Crew Builds a Dance Floor              | A táncparkett építése             | Dianna Basso | Robin J. Stein                | 2023. augusztus 24. | 2023. szeptember 16. | 2024. január 23.     |
| 18. | 18. | The Crew Fixes a Haunted House             | A kísértetkastély rendbehozása    | Dianna Basso | Dianna Basso                  | 2023. október 9.    | 2023. október 14.    | 2023. december 5.    |
| 18. | 18. | The Crew Builds a Bat House                | A denevérház építése              | Dianna Basso | Dianna Basso                  | 2023. október 10.   | 2023. október 14.    | 2023. december 6.    |
| 19. | 19. | The Crew Builds a Christmas Show           | A karácsonyi előadás              | Dianna Basso | Bradley Zweig                 | 2023. november 29.  | 2023. december 2.    | 2024. december 21.   |
| 19. | 19. | The Crew Builds a Giant Sled Ramp          | A hatalmas szánkórámpa építése    | Dianna Basso | Scott Gray                    | 2023. november 30.  | 2023. december 2.    | 2024. december 21.   |
| 20. | 20. | The Crew and Chase Are on the Case         | A brigád és Chase segít, ahol tud | Dianna Basso | Evan Sinclair                 | 2023. december 4.   | 2023. december 9.    | 2024. január 26.     |
| 21. | 21. | The Crew Builds a Giant Lemonade Stand     | A limonádéstand építése           | Dianna Basso | Diana Aydin                   | 2023. december 5.   | 2023. december 16.   | 2024. január 24.     |
| 21. | 21. | The Crew Builds a Wildlife Bridge          | A vadátjáró építése               | Dianna Basso | Peter Hunziker                | 2023. december 6.   | 2023. december 16.   | 2024. január 25.     |
| 22. | 22. | The Crew Fixes The Talent Show Stage       | A "Ki mit tud" színpad építése    | Dianna Basso | Bradley Zweig                 | 2023. december 7.   | 2023. december 23.   | 2024. április 15.    |
| 22. | 22. | The Crew Builds Instruments                | A hangszerek készítése            | Dianna Basso | Franklin Young                | 2023. december 11.  | 2023. december 23.   | 2024. április 16.    |
| 23. | 23. | The Crew Builds A Giant Dam                | Az óriási gát építése             | Dianna Basso | Darnell Walker                | 2023. december 12.  | 2023. december 30.   | 2024. április 17.    |
| 23. | 23. | The Crew Builds A Squirrel-Proof Farm      | A mókusbiztos farm építése        | Dianna Basso | Nahreen Tarzi                 | 2023. december 13.  | 2023. december 30.   | 2024. április 18.    |
| 24. | 24. | The Crew Builds a Fountain Show            | A világító szökőkút építése       | Dianna Basso | Drew Champion és Jacob Moffat | 2024. február 26.   | 2024. március 2.     | 2024. április 19.    |
| 24. | 24. | The Crew Builds A Carousel                 | A körhinta építése                | Dianna Basso | Kellie Griffin                | 2024. február 27.   | 2024. március 2.     | 2024. április 22.    |
| 25. | 25. | The Crew Builds A Parking Garage           | A parkolóház építése              | Dianna Basso | Eva Konstantopoulos           | 2024. február 28.   | 2024. március 8.     | 2024. április 23.    |
| 25. | 25. | The Crew Builds A Campsite                 | A kemping építése                 | Dianna Basso | Peter Hunziker                | 2024. február 29.   | 2024. március 8.     | 2024. április 24.    |
| 26. | 26. | The Crew Builds A Treehouse                | A lombház építése                 | Dianna Basso | Christopher J. Gentile        | 2024. március 4.    | 2024. március 16.    | 2024. április 25.    |
| 26. | 26. | The Crew Builds A Chicken Feeder           | A csirkeetető építése             | Dianna Basso | Evan Sinclair                 | 2024. március 5.    | 2024. március 16.    | 2024. április 26.    |

### 2. évad (2024-2025)
| #   | #   | Eredeti cím                                          | Magyar cím                                           | Rendező                        | Író                 | Amerikai premier    | Kanadai premier      | Magyar premier       |
| --- | --- | ---------------------------------------------------- | ---------------------------------------------------- | ------------------------------ | ------------------- | ------------------- | -------------------- | -------------------- |
| 27. | 1.  | The Crew Builds a Roller Coaster                     | A hullámvasút építése                                | Dianna Basso és Jamie Leclaire | Bradley Zweig       | 2024. március 6.    | 2024. május 18.      | 2024. szeptember 30. |
| 27. | 1.  | The Crew Builds Motor a Play Space                   | Motor új játszótere                                  | Dianna Basso és Jamie Leclaire | Eva Konstantopoulos | 2024. március 7.    | 2024. május 18.      | 2024. szeptember 30. |
| 28. | 2.  | The Crew Builds a Train Station                      | A vasútállomás építése                               | Dianna Basso és Jamie Leclaire | Robin J. Stein      | 2024. május 20.     | 2024. május 25.      | 2024. október 1.     |
| 28. | 2.  | The Crew Builds a Sierra Sparkle Sign                | A Szikra Szilvi tábla építése                        | Dianna Basso és Jamie Leclaire | Blake Peckins       | 2024. május 21.     | 2024. május 25.      | 2024. október 1.     |
| 29. | 3.  | The Crew Builds a Mini Golf Course                   | A minigolfpálya építése                              | Dianna Basso és Jamie Leclaire | Diana Aydin         | 2024. május 22.     | 2024. június 1.      | 2024. október 2.     |
| 29. | 3.  | The Crew Builds a Butterfly Garden                   | A lepkekert építése                                  | Dianna Basso és Jamie Leclaire | Blake Peckins       | Denise Downer       | 2024. június 1.      | 2024. október 3.     |
| 30. | 4.  | The Crew Builds Library Treasure Tunnels             | A könyvtári kincsesalagút építése                    | Dianna Basso és Jamie Leclaire | Angela M. Sánchez   | 2024. május 27.     | 2024. június 8.      | 2024. október 4.     |
| 30. | 4.  | The Crew Builds a Super Snack Dispenser              | A szuper nasiadagoló építése                         | Dianna Basso és Jamie Leclaire | Michaela Foster     | 2024. május 28.     | 2024. június 8.      | 2024. október 7.     |
| 31. | 5.  | The Crew Builds a Hair Salon                         | A hajszalon építése                                  | Dianna Basso és Jamie Leclaire | Gillian Pike        | 2024. május 29.     | 2024. június 15.     | 2024. október 8.     |
| 31. | 5.  | The Crew Builds a Colorful Crystal Show              | A színes kristálykiállítás építése                   | Dianna Basso és Jamie Leclaire | Teresa Lee          | 2024. május 30.     | 2024. június 15.     | 2024. október 9.     |
| 32. | 6.  | The Crew and Skye Build a Mountain Lodge             | A brigád és Skye hegyi kunyhót építenek              | Dianna Basso és Jamie Leclaire | Evan Sinclair       | 2024. augusztus 5.  | 2024. augusztus 10.  | 2024. december 5.    |
| 33. | 7.  | The Crew Builds a Gym                                | Az edzőpark építése                                  | Dianna Basso és Jamie Leclaire | Diana Aydin         | 2024. augusztus 6.  | 2024. augusztus 17.  | 2024. október 10.    |
| 33. | 7.  | The Crew Puts on a Construction Show                 | Az építkezési bemutató                               | Dianna Basso és Jamie Leclaire | Angela M. Sánchez   | 2024. augusztus 6.  | 2024. augusztus 17.  | 2024. október 11.    |
| 34. | 8.  | The Crew Builds Charger a Super Bed                  | Charger új szuperágyának építése                     | Dianna Basso és Jamie Leclaire | Teresa Lee          | 2024. augusztus 7.  | 2024. augusztus 24.  | 2024. december 2.    |
| 34. | 8.  | The Crew Builds a Super Squirrelly Whirly Playground | A szupermókusos játszótér építése                    | Dianna Basso és Jamie Leclaire | Blake Pickens       | 2024. augusztus 8.  | 2024. augusztus 24.  | 2024. december 2.    |
| 35. | 9.  | The Crew Builds a Smoothie Shop                      | A turmixozó építése                                  | Dianna Basso és Jamie Leclaire | Angela M. Sánchez   | 2024. augusztus 12. | 2024. augusztus 31.  | 2024. december 3.    |
| 35. | 9.  | The Crew Builds a Dino Roof Party                    | Dinós buli a tetőn                                   | Dianna Basso és Jamie Leclaire | Diana Aydin         | 2024. augusztus 13. | 2024. augusztus 31.  | 2024. december 3.    |
| 36. | 10. | The Crew Builds a Ferris Wheel                       | Az óriáskerék építése                                | Dianna Basso és Jamie Leclaire | Rachel Graham       | 2024. augusztus 13. | 2024. szeptember 7.  | 2024. december 4.    |
| 36. | 10. | The Crew Builds a Farm Animal Yoga Space             | Az állati jógatér építése                            | Dianna Basso és Jamie Leclaire | Liam Farrell        | 2024. augusztus 15. | 2024. szeptember 7.  | 2024. december 4.    |
| 37. | 11. | The Crew Builds Mr. Ducky-Doo a Special Diving Board | A brigád különleges ugródeszkát készít Hápiháp úrnak | Dianna Basso és Jamie Leclaire | Angela M. Sánchez   | 2024. augusztus 19. | 2024. szeptember 14. | 2024. december 6.    |
| 37. | 11. | The Crew Builds a Rainwater Tank                     | Az esővíztartály építése                             | Dianna Basso és Jamie Leclaire | Blake Pickens       | 2024. augusztus 20. | 2024. szeptember 14. | 2024. december 9.    |
| 38. | 12. | The Crew Builds a Reuse-It Station                   | Az újrahasznosító pont építése                       | Dianna Basso és Jamie Leclaire | Blake Pickens       | 2024. augusztus 21. | 2024. szeptember 21. | 2024. december 12.   |
| 38. | 12. | The Crew Builds a Duck Bridge                        | A kacsahíd építése                                   | Dianna Basso és Jamie Leclaire | Diana Aydin         | 2024. augusztus 22. | 2024. szeptember 21. | 2024. december 13.   |
| 39. | 13. | The Crew Builds a Ballpark                           | A stadion építése                                    | Dianna Basso és Jamie Leclaire | Jim Nolan           | 2024. augusztus 26. | 2024. szeptember 28. | 2024. december 10.   |
| 39. | 13. | The Crew Builds a Surf Bridge                        | A szörfhíd építése                                   | Dianna Basso és Jamie Leclaire | Angela M. Sánchez   | 2024. augusztus 27. | 2024. szeptember 28. | 2024. december 11.   |
| 40. | 14. | The Crew Builds a Pizza Parlor                       | A pizzázó építése                                    | Dianna Basso és Jamie Leclaire | Jordan Gershowitz   | 2024. augusztus 28. | 2024. október 12.    | 2025. február 17.    |
| 40. | 14. | The Crew Builds an Airport Road                      | A reptéri út építése                                 | Dianna Basso és Jamie Leclaire | Rachel Graham       | 2024. augusztus 29. | 2024. október 12.    | 2025. február 18.    |
| 41. | 15. | The Crew Celebrates Builder Covegiving Day           | A hálaadásnapi ünnepség                              | Dianna Basso és Jamie Leclaire | Jordan Gershowitz   | 2024. november 11.  | 2024. november 30.   | 2025. február 25.    |
| 41. | 15. | The Crew Builds a Rocket Ship Ride                   | Az űrhajós körhinta építése                          | Dianna Basso és Jamie Leclaire | Jim Nolan           | 2024. november 12.  | 2024. november 30.   | 2025. február 26.    |
| 42. | 16. | The Crew Raises a Runway                             | A kifutó megemelése                                  | Dianna Basso és Jamie Leclaire | Evan Sinclair       | 2024. november 13.  | 2024. december 7.    | 2025. június 9.      |
| 42. | 16. | The Crew Builds a Giant Skateboard                   | Az óriási gördeszka építése                          | Dianna Basso és Jamie Leclaire | Scott Gray          | 2024. november 14.  | 2024. december 7.    | 2025. június 10.     |
| 43. | 17. | The Crew Builds an Indoor Skydiving Center           | A beltéri szélcsatorna építése                       | Dianna Basso és Jamie Leclaire | Liam Farrell        | 2024. november 18.  | 2024. december 21.   | 2025. február 19.    |
| 43. | 17. | The Crew Builds a Roller Rink                        | A görkoripálya építése                               | Dianna Basso és Jamie Leclaire | Michaela Foster     | 2024. november 19.  | 2024. december 21.   | 2025. február 20.    |
| 44. | 18. | The Crew Builds a Bowling Alley                      | A bowlingpálya építése                               | Dianna Basso és Jamie Leclaire | Diana Aydin         | 2024. november 20.  | 2024. december 28.   | 2025. február 21.    |
| 44. | 18. | The Crew Builds a Superbloom Path                    | A virágsétány építése                                | Dianna Basso és Jamie Leclaire | Micahela Foster     | 2024. november 21.  | 2024. december 28.   | 2025. február 24.    |
| 45. | 19. | The Crew Makes Christmas Magical                     |                                                      | Dianna Basso és Jamie Leclaire | Bradley Zweig       | 2024. december 2.   | 2024. december 14.   |                      |
| 46. | 20. | The Crew Builds a Winter Wonderland                  | A téli csodavilág építése                            | Dianna Basso és Jamie Leclaire | Liam Farrell        | 2024. december 9.   | 2025. január 11.     | 2025. június 13.     |
| 46. | 20. | The Crew Builds a Giant Snow Squirrelly Whirly       | A hatalmas hómókus építése                           | Dianna Basso és Jamie Leclaire | Eva Konstantopoulos | 2024. december 10.  | 2025. január 11.     | 2025. június 16.     |
| 47. | 21. | The Crew Builds a Post Office                        | A postahivatal építése                               | Dianna Basso és Jamie Leclaire | Dan Danko           | 2024. december 11.  | 2025. január 25.     | 2025. június 11.     |
| 47. | 21. | The Crew Builds a Super Farm Animal Wash             | A szuper állatmosó építése                           | Dianna Basso és Jamie Leclaire | Scott Gray          | 2024. december 12.  | 2025. január 25.     | 2025. június 12.     |
| 48. | 22. | The Crew Builds a Hotel                              | A szálloda építése                                   | Dianna Basso és Jamie Leclaire | Peter Hunzinker     | 2024. december 19.  | 2025. február 8.     | 2025. június 17.     |
| 48. | 22. | The Crew Builds a Hiking Trail                       | A túraösvény építése                                 | Dianna Basso és Jamie Leclaire | Charity L.Miller    | 2024. december 20.  | 2025. február 8.     | 2025. június 18.     |
| 49. | 23. | The Crew and Rocky Build a Bear Island               | A brigád és Rocky medveszigetet építenek             | Dianna Basso és Jamie Leclaire | Evan Sinclair       | 2025. március 10.   | 2025. március 15.    | 2025. június 23.     |
| 50. | 24. | The Crew Builds a Kangaroo Safari                    | A kenguruszafari építése                             | Dianna Basso és Jamie Leclaire | Rachel Graham       | 2025. március 11.   | 2025. március 22.    | 2025. június 18.     |
| 50. | 24. | The Crew Plays in the Construction Games             | A nagy építőbajnokság                                | Dianna Basso és Jamie Leclaire | Rachel Graham       | 2025. március 11.   | 2025. március 22.    | 2025. június 19.     |
| 51. | 25. | The Crew Builds a Rooftop Stage                      | A tetőszínpad építése                                | Dianna Basso és Jamie Leclaire | Michaela Foster     | 2025. március 12.   | 2025. március 29.    | 2025. június 24.     |
| 51. | 25. | The Crew Fixes the Lighthouse                        | A világítótorony javítása                            | Dianna Basso és Jamie Leclaire | Robin J. Stein      | 2025. március 13.   | 2025. március 29.    | 2025. június 25.     |
| 52. | 26. | The Crew Builds a Solar-Powered Bus                  | A napelemes busz építése                             | Dianna Basso és Jamie Leclaire | Peter Hunziker      | 2025. március 17.   | 2025. április 5.     | 2025. június 26.     |
| 52. | 26. | The Crew Builds a Lifeguard Tower                    | A vízimentőtorony építése                            | Dianna Basso és Jamie Leclaire | Charity L. Miller   | 2025. március 18.   | 2025. április 5.     | 2025. június 27.     |

## A sorozat készítése
A Mancs őrjárat: A film sikere után tévésorozatot rendeltek, amely a sorozat egyik fő kölyökkutyájára koncentrálna. 2022. március 24-én bejelentették, hogy a spin-off sorozat Rubble -ra fog koncentrálni.